# Sito archeologico di Atapuerca
Il sito archeologico di Atapuerca si trova sulle colline di Atapuerca, nel nord della Spagna. L'importanza archeologica dell'area è diventata sempre più evidente durante la costruzione di una linea ferroviaria poiché sono state scavate profonde trincee attraverso le rocce e i sedimenti del sito di Gran Dolina, della Galería Elefante e a Sima de los Huesos. Il successivo scavo, del 1964, sotto la direzione di Francisco Jordá Cerdá, ha portato alla scoperta di manufatti antropogenici e fossili umani provenienti da un'ampia gamma di epoche: dai primi esseri umani, ai gruppi di cacciatori-raccoglitori, agli occupanti dell'età del bronzo e ai moderni coloni umani. Si sono poi intraprese ulteriori campagne e un lavoro interdisciplinare portato avanti da diverse squadre, guidate da Emiliano Aguirre, dal 1978 al 1990, e successivamente da Eudald Carbonell, José María Bermúdez de Castro e Juan Luis Arsuaga.
Il sito è stato designato Patrimonio dell'umanità dall'UNESCO, sotto la denominazione di Sito archeologico di Atapuerca. Il governo della Castiglia e León ha designato il sito come Espacio cultural e con il titolo Zona Arqueológica sierra de Atapuerca è protetto dalla legge spagnola poiché è stato inserito nel registro del patrimonio Bien de Interés Cultural.

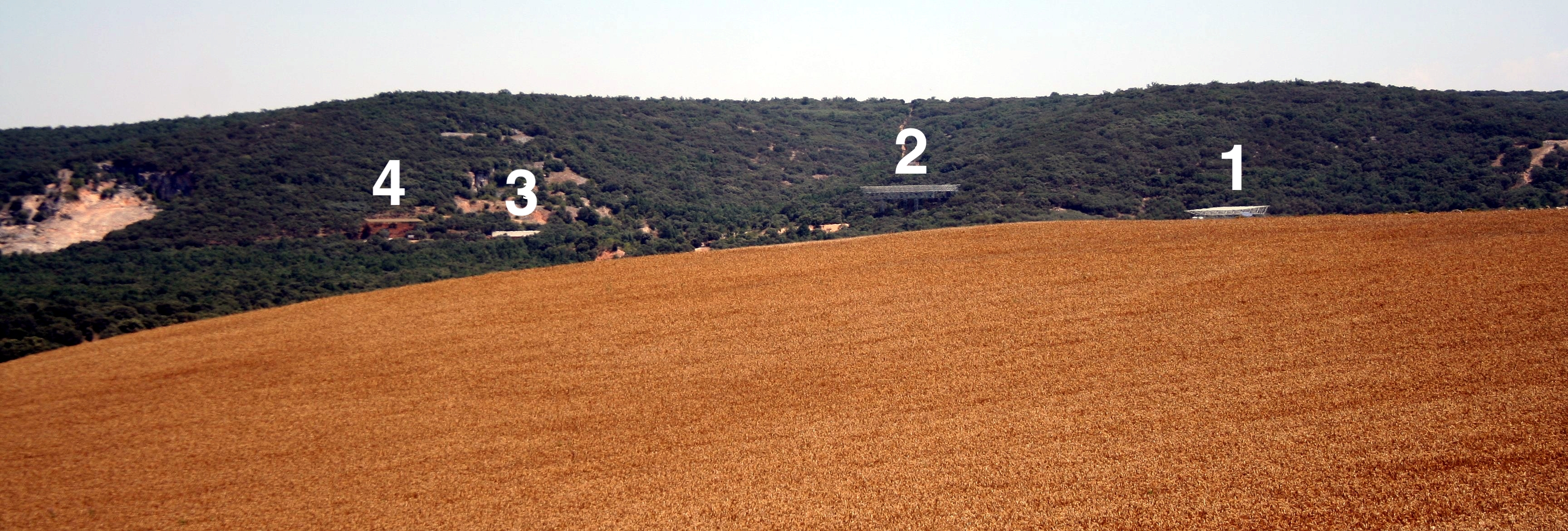
Localizzazione dei siti di scavo nel fossato ferroviario (dopo le coperture a vista): (1) Ingresso al fossato; (2) Sima dell'Elefante; (3) Galleria; (4) Gran Dolina

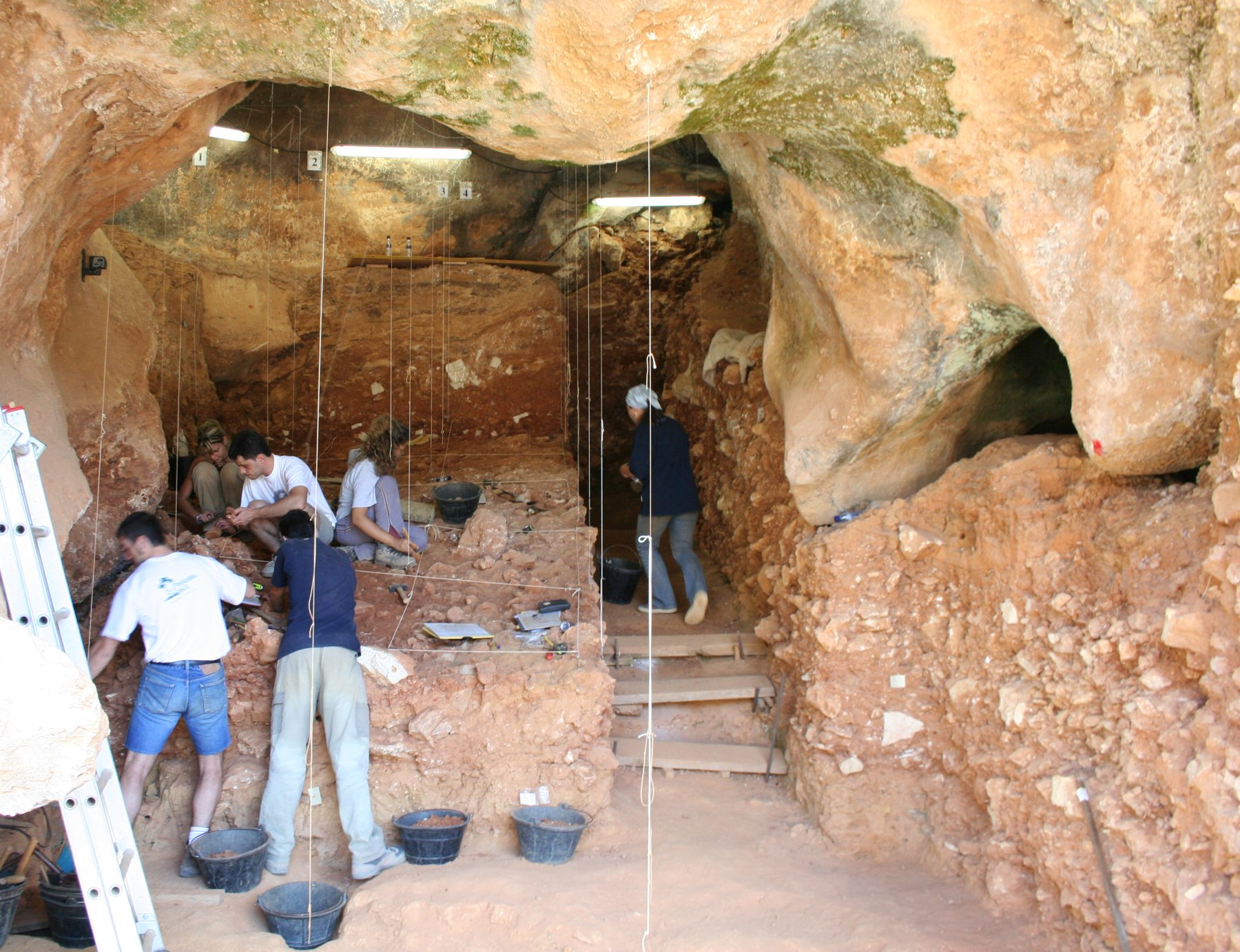
Trinchera Zarpazos, parte del sistema Galería nel 2006

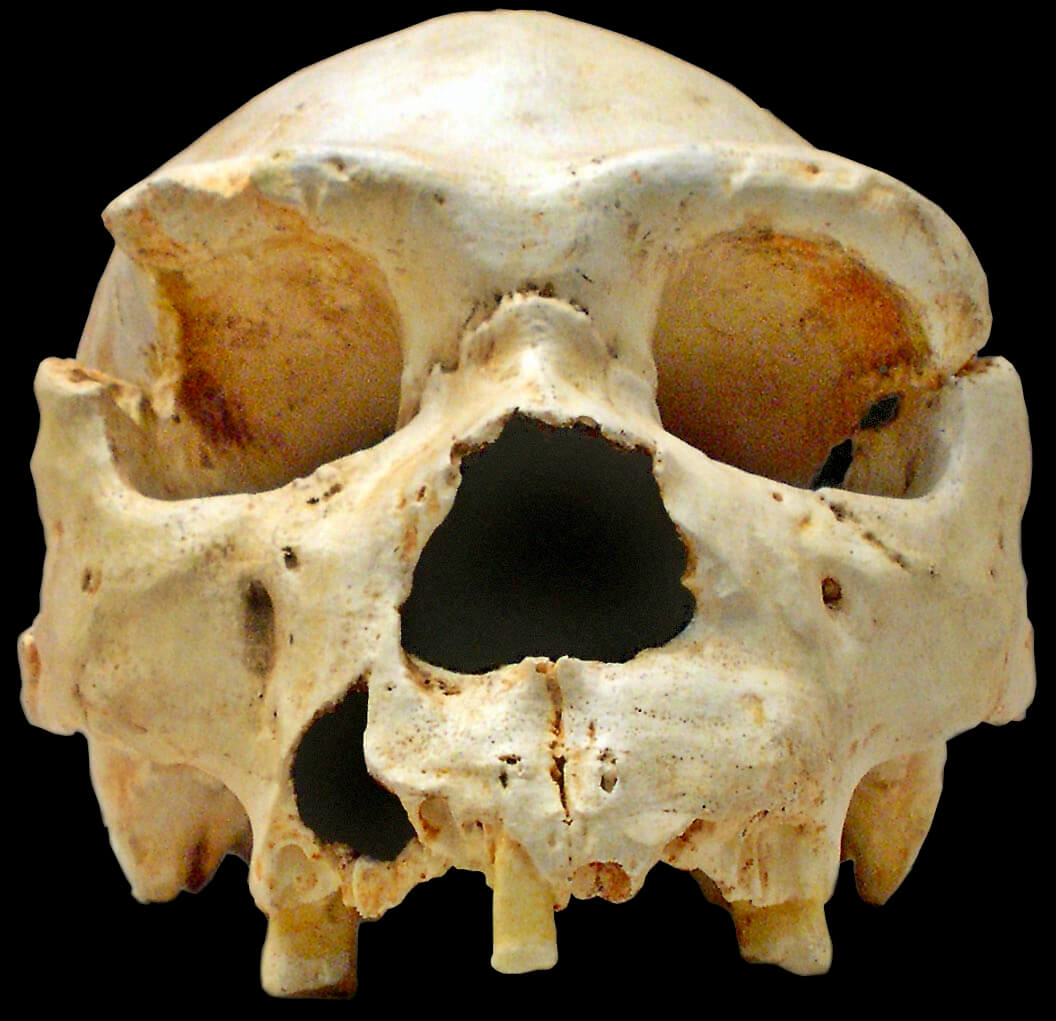
L'Homo heidelbergensis Cranio 5, una delle scoperte più importanti; la sua mandibola quasi completa fu trovata solo anni dopo

Il 22 luglio 2020 sono state scoperte due pietre di quarzite, risalenti a 600 000 anni fa. Questo si aggiunge alla linea temporale dell'esistenza umana per un periodo di 1 200 000 anni.

## Portalón (1910 ad oggi)
Il lavoro congiunto degli archeologi Jesús Carballo (1910-1911), Geoffrey Clark (1971), José María Apellániz (1973-1983) e l'attuale team di Juan Luis Arsuaga rende conto della documentazione della sequenza di scavi di oggetti in ceramica da tutti gli strati sedimentari rilevanti fin dal Neolitico.

## Galleria de la Eduarda e el Kolora (1972)
La Galleria de la Eduarda e el Kolora è una grotta locale che contiene pitture rupestri parietali, scoperta solo nel 1972 da un gruppo di speleologi locali.

## Galleria (1978 ad oggi)
Tra i numerosi fossili faunistici e floreali negli anni '70 è stato rinvenuto un frammento di mascella e nel 1995 un frammento di cranio, entrambi appartenenti all'Homo heidelbergensis. Risalgono a tra 600.000 e 400.000 anni addietro.

## Gran Dolina (1981 ad oggi)
Il sito della Gran Dolina (anche Trinchera Dolina) è un'enorme caverna, che è stata scavata dal settembre 1981. I suoi sedimenti sono stati divisi in undici strati (TD-1 a TD-11)
- TD-11: trovati strumenti del Musteriano
- TD 10: si presume che il livello fosse abitato dall'Homo heidelbergensis con strumenti e fossili di bisonti.
- TD-8: accessibile dal 1994, conteneva notevoli fossili di carnivori
- TD-7: nel 1994 è stata recuperata una gamba bovina in posizione anatomica
- TD-6 (strato Aurora): nel 1994 e 1995, sono stati repertati più di 80 frammenti di ossa di cinque o sei ominidi, tra i quali ATD6-15 e ATD6-69 riferiti al cosiddetto Niño de Gran Dolina, datati tra 850.000 e 780.000 anni fa, ovvero almeno 250.000 anni più di qualsiasi altro ominide ancora scoperto nella parte occidentale dell'Europa. Circa il 25% delle ossa ha segni di manipolazione che suggeriscono il cannibalismo. La classificazione di questi resti è ancora oggetto di dibattito; i suggerimenti spaziano da Homo erectus a  Homo heidelbergensis e Homo antecessor. Alcuni ricercatori, che hanno familiarità con il materiale stratigrafico di Gran Dolina, sostengono che l'Homo antecessor potrebbe essere l'antenato dell'Homo heidelbergensis, che a sua volta ha dato origine all'Homo neanderthalensis. I fossili di Homo erectus sono stati trovati anche con scaglie ritoccate e strumenti di pietra.
- TD-5: si presume fosse una tana di carnivori.
- TD-4 (datato a 780.000 anni addietro), durante gli scavi del 1991 sono stati trovati quattro pezzi litici e diversi resti di Ursus dolinensis, una specie di orso scarsamente descritta.
- Ai livelli più bassi (TD-1 e TD-2), nessun fossile.

## Sima de los Huesos (1983 ad oggi)
Sima de los Huesos (Fossa di ossa) rappresenta il maggior numero di preziose scoperte scientifiche e conoscenze acquisite con implicazioni di vasta portata. Questo sito si trova in fondo a un pozzo profondo 13 metri, o "camino", accessibile tramite gli stretti corridoi della Cueva Mayor.
Dal 1997, gli scavi hanno individuato più di 5.500 resti scheletrici umani depositati durante il Pleistocene medio, da almeno 350.000 anni addietro, che rappresentano 28 individui di Homo heidelbergensis. I reperti associati includono fossili di Ursus deningeri e un'ascia chiamata Excalibur. Ha ricevuto un grado di attenzione sorprendentemente alto e un certo numero di esperti sostiene l'ipotesi che questo particolare strumento acheuleano fatto di quarzite rossa sembra essere servito come offerta rituale, molto probabilmente per un funerale. L'idea ha innescato un rinnovamento del controverso progresso evolutivo e delle fasi dello sviluppo cognitivo, intellettuale e concettuale umano. Il novanta per cento dei reperti fossili conosciuti di Homo heidelbergensis è stato repertato nel sito. La fossa ossea fossile comprende:
- Il cranio completo, Skull 5, soprannominato Miguelón, i resti cranici frammentati di Skull 4, soprannominato Agamenón e Skull 6, soprannominato Rui (un riferimento al capo militare medievale El Cid).
- Un bacino completo (Pelvis 1), soprannominato umoristicamente Elvis
- Mandibole, denti, molte ossa postcraniche (femori, ossa di mani e piedi, vertebre, costole, ecc.)
- Resti di un bambino con craniostenosi sono stati trovati e datati a 530.000 anni addietro. Si è ritenuto che la scoperta fornisse prove della condivisione del cibo nelle prime popolazioni umane.[9]
- È stato sequenziato il DNA mitocondriale (mtDNA) di un femore di 400.000 anni addietro, il più antico mtDNA di ominidi recuperato fino al 2013. Il mtDNA è risultato essere più vicino a quello degli ominidi Denisova che a quello dei Neanderthal.[10]
- Nel 2016, i risultati dell'analisi del DNA nucleare hanno determinato che gli ominidi Sima erano Neanderthal e non ominidi Denisova, e la divergenza tra Neanderthal e Denisova è precedente di 430.000 anni.[11][12]
- Nel 2019, l'analisi dei denti di Neanderthal trovati a Sima de los Huesos indica che gli umani moderni e i Neanderthal si erano separati da un antenato comune più di 800.000 anni addietro.[13]
- Nel 2020, l'analisi dello smalto dei denti degli ominidi trovati nei siti di Sima del Elefante, Gran Dolina-TD6 e Sima de los Huesos ha concluso che gli ominidi di Atapuerca erano cresciuti più velocemente degli umani moderni.[14]

Alcuni scavatori hanno affermato che la concentrazione di ossa nella fossa permette di suggerire una cultura sepolcrale tradizionale tra gli abitanti della grotta. Una teoria in competizione cita la mancanza di piccole ossa nell'assemblaggio e suggerisce che i fossili siano stati portati nella fossa da agenti non umani.

## Sima del Elefante (1996 ad oggi)
Secondo José María Bermúdez de Castro, condirettore della ricerca ad Atapuerca, i risultati della Sima del Elefante supportano "prove anatomiche degli ominidi che fabbricarono strumenti più di un milione di anni fa", che potrebbero essere stati i primi tra gli ominidi dell'Europa occidentale. La prima scoperta nel giugno 2007 è stata un dente, seguito da un frammento di mandibola e una falange prossimale nel 2008.

## Cueva del Mirador (1999 ad oggi)
Questo sito fornisce informazioni sui primi agricoltori e pastori locali del tardo Neolitico e dell'età del bronzo.

## Orchids Valley (2000-2001) e Hundidero (2004-2005)
Da questa località sono stati estratti utensili in pietra del Paleolitico superiore.